# 141 (liczba)
141 (sto czterdzieści jeden) – liczba naturalna następująca po 140 i poprzedzająca 142.

## W matematyce
- 141 jest liczbą półpierwszą[1]
- 141 jest liczbą szczęśliwą[2]
- 141 jest liczbą Cullena[3]
- 141 jest palindromem liczbowym, czyli może być czytana w obu kierunkach, w pozycyjnym systemie liczbowym o bazie 6 (353)
- 141 należy do pięciu trójek pitagorejskich (141, 188, 235), (141, 1100, 1109), (141, 3312, 3315), (141, 9940, 9941).

## W nauce
- liczba atomowa unquadunium (niezsyntetyzowany pierwiastek chemiczny)
- galaktyka NGC 141
- planetoida (141) Lumen
- kometa krótkookresowa 141P/Machholz

## W kalendarzu
141. dniem w roku jest 21 maja (w latach przestępnych jest to 20 maja). Zobacz też co wydarzyło się w roku 141, oraz w roku 141 p.n.e.